# Буфтя
Буфтя (рум. Buftea) — місто у повіті Ілфов в Румунії. Адміністративно місту також підпорядковане село Бучумень (населення 2559 осіб, 2002 рік).
Місто розташоване на відстані 18 км на північний захід від Бухареста, 123 км на південь від Брашова.

## Населення
За даними перепису населення 2002 року у місті проживали 20 350 осіб.
Національний склад населення міста:
| Національність            | Кількість осіб | Відсоток |
| ------------------------- | -------------- | -------- |
| румуни                    | 19885          | 97,7%    |
| цигани                    | 410            | 2,0%     |
| угорці                    | 20             | 0,1%     |
| італійці                  | 6              | < 0,1%   |
| німці                     | 5              | < 0,1%   |
| китайці                   | 5              | < 0,1%   |
| турки                     | 3              | < 0,1%   |
| серби                     | 2              | < 0,1%   |
| росіяни-липовани          | 1              | < 0,1%   |
| болгари                   | 1              | < 0,1%   |
| греки                     | 1              | < 0,1%   |
| вірмени                   | 1              | < 0,1%   |
| не вказали національність | 2              | < 0,1%   |

Рідною мовою назвали:
| Мова       | Кількість осіб | Відсоток |
| ---------- | -------------- | -------- |
| румунська  | 20231          | 99,4%    |
| циганська  | 78             | 0,4%     |
| угорська   | 12             | 0,1%     |
| італійська | 7              | < 0,1%   |
| китайська  | 5              | < 0,1%   |
| турецька   | 3              | < 0,1%   |
| німецька   | 2              | < 0,1%   |
| грецька    | 2              | < 0,1%   |
| сербська   | 1              | < 0,1%   |
| вірменська | 1              | < 0,1%   |

Склад населення міста за віросповіданням:
| Релігія                                       | Кількість осіб | Відсоток |
| --------------------------------------------- | -------------- | -------- |
| православні                                   | 19705          | 96,8%    |
| п'ятдесятники                                 | 242            | 1,2%     |
| баптисти                                      | 83             | 0,4%     |
| римо-католики                                 | 78             | 0,4%     |
| адвентисти                                    | 73             | 0,4%     |
| греко-католики                                | 36             | 0,2%     |
| бретрени                                      | 24             | 0,1%     |
| лютерани                                      | 21             | 0,1%     |
| лютерани (Аугсбурзького сповідання)           | 12             | 0,1%     |
| мусульмани                                    | 8              | < 0,1%   |
| реформати                                     | 6              | < 0,1%   |
| не релігійні                                  | 5              | < 0,1%   |
| старообрядці                                  | 3              | < 0,1%   |
| атеїсти                                       | 3              | < 0,1%   |
| лютерани (Синодально-пресвітеріанська церква) | 2              | < 0,1%   |

## Зовнішні посилання
- Дані про місто Буфтя на сайті Ghidul Primăriilor [Архівовано 14 травня 2012 у Wayback Machine.]